# Giunio Flaviano
Giunio Flaviano (latino: Iunius Flavianus; fl. 28 ottobre 311-9 febbraio 312) è stato un politico romano di età imperiale.
Di Flaviano si conosce poco, se non il fatto che fu praefectus urbi di Roma tra il 28 ottobre 311 e il 9 febbraio 312.
È stata proposta la sua identificazione con Nerazio Giunio Flaviano, e dunque una sua parentela con Nerazio Cereale, praefectus urbi nel 352-3 e console nel 358.